# Lope de Vega (Northern Samar)
Lope de Vega è una municipalità di terza classe delle Filippine, situata nella Provincia di Northern Samar, nella regione di Visayas Orientale.
Lope de Vega è formata da 22 baranggay:
- Bayho
- Bonifacio
- Cag-aguingay
- Cagamesarag
- Curry
- Gebonawan
- Gen. Luna
- Getigo
- Henaronagan
- Lope de Vega (Pob.)
- Lower Caynaga

- Maghipid
- Magsaysay
- Osmeña
- Paguite
- Roxas
- Sampaguita
- San Francisco
- San Jose
- San Miguel
- Somoroy
- Upper Caynaga